# فرانثيسكو مارتينيث بيجاسو
فرانثيسكو مارتينيث بيجاسو (بالإسبانية: Francisco Martínez Vegaso)‏ ‏ (1514 في ترجالة - القرن 16 ) كونكيستدور من إسبانيا.